# Sender Rinteln
Der Sender Rinteln ist eine Sendeanlage des Norddeutschen Rundfunks in einem Wohngebiet in der Ortschaft Strücken, östlich der Stadt Rinteln. Als Antennenträger dient ein 30 Meter hoher freistehender Stahlfachwerkturm.
Von hier werden Rinteln und benachbarte Orte im Wesertal mit UKW-Rundfunk und Fernsehen versorgt.

## Frequenzen und Programme

### Analoger Hörfunk (UKW)
| Frequenz (MHz) | Programm | RDS PS   | RDS PI | Regionalisierung | ERP (kW) | Antennendiagramm rund (ND)/gerichtet (D) | Polarisation horizontal (H)/vertikal (V) |
| -------------- | -------- | -------- | ------ | ---------------- | -------- | ---------------------------------------- | ---------------------------------------- |
| 95,3           | NDR Info | NDR_Info | D384   | –                | 0,1      | D (0–130°)                               | H                                        |
| 105,2          | N-Joy    | _N-JOY__ | D385   | –                | 0,04     | D (260–150°)                             | H                                        |

### Digitales Fernsehen (DVB-T)
| Kanal | Frequenz (in MHz) | Multiplex                    | Programme im Multiplex                                                                                    | ERP (in kW) | Antennendiagramm rund (ND)/ gerichtet (D) | Polarisation horizontal (H)/ vertikal (V) | Modulations- verfahren | FEC | Guard- intervall | Bitrate [MBit/s] | SFN mit |
| ----- | ----------------- | ---------------------------- | --- | ----------- | ----------------------------------------- | ----------------------------------------- | ---------------------- | --- | ---------------- | ---------------- | ------- |
| 22    | 482               | ARD regional (NDR-Bouquet 2) | - NDR Fernsehen (Niedersachsen) - WDR Fernsehen (Köln)1 - MDR Fernsehen (Sachsen-Anhalt)2 - hr-fernsehen3 | 0,4         | D                                         | V                                         | 16-QAM                 | 2/3 | 1/4              | 13,27            | Rinteln |

### Analoges Fernsehen
Bis zur Umstellung auf DVB-T wurden folgende Programme in analogem PAL gesendet:
| Kanal | Frequenz (MHz) | Programm                    | ERP (kW) | Sendediagramm rund (ND)/ gerichtet (D) | Polarisation horizontal (H)/ vertikal (V) |
| ----- | -------------- | --------------------------- | -------- | -------------------------------------- | ----------------------------------------- |
| 39    | 615,25         | NDR Fernsehen Niedersachsen | 0,2      | D                                      | H                                         |
| 60    | 783,25         | Das Erste (NDR)             | 0,2      | D                                      | H                                         |